# Luce d'Eramo
Pour les articles homonymes, voir D'Eramo.
Luce d’Eramo, nom de plume de Lucette Mangione (Reims, 17 juin 1925 - Rome, 6 mars 2001), est une écrivaine italienne.

## Biographie
Née en 1925, à Reims (France), de parents italiens,, Luce d’Eramo, nom marital de Lucette Mangione, qu’elle conserve même après son divorce avec son mari Pacifico d’Eramo, vit jusqu’à l’âge de quatorze ans à Paris. Son père Publio Mangione, illustrateur et peintre, vit à Paris entre 1912 et 1915 : puis il combat durant la Première Guerre mondiale, en 1918 devient pilote d’avions, ensuite il s' établit de nouveau en France où il devient entrepreneur. La mère de Lucette, Maria Concetta Straccamore Mangione, a la charge de secrétaire du parti fasciste à Paris et s’occupe d’assister les travailleurs italiens émigrés. En 1939, Luce D'Eramo retourne dans son pays avec sa famille. 
Par la suite, son père est rappelé en service actif comme pilote, puis passe au service de presse de l’Armée de l’Air. La famille se transfère à Rome où Lucette (c’est ainsi qu’on l’appelle en famille) fait sa dernière année de secondaire, puis s’inscrit à la faculté des Lettres de l’Université et aux GUF (Groupes Universitaires Fascistes) comme il est naturel pour une jeune fille qui a grandi dans une famille fasciste telle que la sienne.
Au lendemain du 25 juillet 1943, après la chute du régime de Mussolini, elle suit pour un temps sa famille à Bassano Del Grappa, où son père est nommé Sous-Secrétaire à l’aviation dans la République de Salò ; après quelques mois, étant informée de bruits, toujours plus insistants, sur les déportations et les sévices perpétrés dans les camps nazis, gagnée par le doute, désorientée, mais encore réticente à abandonner  son idéalisme de jeune fasciste, en février 1944, elle décide d’aller vérifier par elle-même ; et elle se sauve de chez elle pour aller travailler comme ouvrière volontaire dans les camps de travail allemands.
Sur le terrain, Luce D'Eramo s’aperçoit vite de la réalité : de l’oppression, de l’exploitation ; elle se révolte, et se solidarisant avec les prisonniers russes, elle participe à l’organisation d’une grève décidée par la résistance française et elle est emprisonnée. Après une tentative de suicide, rapatriée par égard pour sa famille, se retrouvant à Vérone, au lieu de retourner chez elle, elle s’intègre délibérément à un convoi de déportés, et finit dans le camp de Dachau. De là, elle parvient à s’enfuir et mène une existence vagabonde de clandestine, exécutant les travaux les plus humbles, dans une Allemagne bouleversée par les bombardements, jusqu’à ce que, à Mayence, le 27 février 1945, tandis qu’elle apporte son aide pour extraire des décombres des blessés, un mur s’écroule sur elle, la réduisant à l’état de mourante. Elle survit, paralysée des jambes. Toutes ces vicissitudes, survenues en moins d’une année, sont racontées dans Le Détour, roman autobiographique, commencé peu d’années après son retour en Italie, mais terminé à plus de trente ans de distance, en 1979.
De retour en Italie à la fin de la guerre, Luce D'Eramo passe une période de soins à Bologne, chez l’Institut Rizzoli, où elle fait la connaissance et épouse Pacifico d’Eramo, de retour de l’expédition de Russie – où il a été blessé – et futur professeur de philosophie. Tous deux se transfèrent à Rome. De leur union, qui avec le temps se révèle malheureuse, (après de fortes dissensions, ils finissent par se séparer), naît en 1947 leur fils Marco d’Eramo.
Ayant repris ses études universitaires, Luce D'Eramo passe une licence de lettres en 1951, avec une thèse sur la poétique de Giacomo Leopardi, puis en histoire et philosophie, en 1954, avec une thèse sur la Critique de la faculté de juger de Kant. Après avoir publié, auprès d’une petite maison d’édition, Idilli in coro, en 1951, elle fait la connaissance de Alberto Moravia, qui l’apprécie comme écrivain et fait publier, dans Nuovi argomenti, son récit Thomasbräu,  ensuite fondu dans Deviazione. Par la suite, elle écrira le premier de ses essais fortement anti-conventionnels : Raskolnikof et le marxisme (1960, republié en 1997), dans lequel elle discute les opinions de Moravia, sur l’URSS. Dans Finché la testa vive (1964), roman qui, lui aussi, se fondra dans Deviazione, elle affronte le traumatisme de se retrouver en fauteuil roulant à 19 ans, et de recommencer à vivre dans une Europe qui sort en cendres de la guerre.
Dans son parcours d’écrivain, demeure fondamentale sa rencontre, en 1966, avec Ignazio Silone, auquel elle reste attachée sa vie durant par une amitié humaine et intellectuelle, qui l’amène à publier son essai le plus engagé : une étude critique et bibliographique sur l'œuvre d’Ignazio Silone (1971). Dans cet ouvrage, publié par Arnoldo Mondadori, elle examine les résistances de la culture italienne à l’égard d’un écrivain  considéré dans le monde entier, mais pas encore en Italie, comme un grand du XXe siècle italien.
Au cours des années dites de la stratégie de la tension, son amitié avec Camilla Cederna la conduit à s’intéresser au cas Giangiacomo Feltrinelli, soulevé par la journaliste milanaise, au sujet de la version officielle de la mort de l’éditeur, qui se serait involontairement fait exploser – selon la police – tandis qu’il posait des mines au pied d’une ligne à haute tension ; dans Cruciverba politico. Come funziona in Italia la strategia della diversione (1974), Luce d’Eramo livre une analyse acérée de la presse quotidienne sur ce sujet.
Sa veine narrative aborde toujours des sujets brûlants et controversés. Après le nazisme et la guerre, Luce d’Eramo raconte la lutte armée communiste des « années de plomb » dans son roman Nucleo zero (1981); Partiranno est un roman de science-fiction où des extra-terrestres débarqués sur terre sont pourchassés ;  Ultima luna (1993) est consacré au drame des gens âgés; l’autisme émotif des jeunes néo-nazis, dans Si prega di non disturbare (1995), la maladie mentale dans Una strana fortuna (1997) ; et enfin,  dans Un’ estate difficile, sorti de façon posthume en 2001, la psychologie, dans l’Italie des années 1950, d’un mari-potentat et l’itinéraire d’une femme vers son autonomie, en dépit des conditionnements affectifs et sociaux d’un mariage invivable.
Durant toute son activité d’écrivain, Luce d’Eramo collabore en outre avec divers périodiques et revues : Nuovi argomenti, La Fiera letteraria, Studi Cattolici, Nuova Antologia, Tempo presente', et avec plusieurs journaux: notamment Il Manifesto, L'Unità, Avvenire.
Son ouvrage le plus connu, le roman Deviazione, devenu un best-seller, vendu à des centaines de milliers d’exemplaires, parait en même temps, en traduction française, sous le titre Le Détour par Denoël. Ce livre est republié en 2020 en France par Le Tripode,,,. Il est aussi traduit en allemand et en japonais. Du roman Nucleo zero, traduit, lui aussi, en allemand et en espagnol, le metteur en scène Carlo Lizzani a tiré un film homonyme, en 1984.
Elle meurt en 2001 à Rome,.

## Œuvres

### Romans et contes
- Idilli in coro, 1951.
- Finché la testa vive, Rizzoli, 1964.
- Deviazione, Mondadori, 1979; Feltrinelli, 2012, traduction française : Le Détour, éd. Le Tripode, 2020.
- Nucleo zero, Mondadori, 1981.
- Partiranno (anche Il sogno dei marziani), Mondadori, 1986.
- Ultima luna, Mondadori, 1993.
- Si prega di non disturbare, Rizzoli, 1995.
- Una strana fortuna, Mondadori, 1997.
- Racconti quasi di guerra, Mondadori, 1999.
- Un'estate difficile, 2001, Mondadori, posthume.
- Il 25 luglio, Elliot Edizioni, 2013.
- Tutti i racconti (par les soins de Cecilia Bello Minciacchi), Elliot Edizioni, 2013.

### Essais
- Raskolnikov e il marxismo. Note a un libro di Moravia e altri scritti, 1960; Pellicanolibri, 1997.
- L'opera di Ignazio Silone. Saggio critico e guida bibliografica, Mondadori, 1971.
- Cruciverba politico, Guaraldi, 1974.
- (avec  Gabriella Sobrino), Europa in versi: la poesia femminile del '900, Il ventaglio, 1989
- Ignazio Silone, Ed. Riminesi Associati, 1994.
- Io sono un'aliena, Edizioni Lavoro, 1999.
- Ignazio Silone, Castelvecchi, 2014 (par les soins de Yukari Saito) recueil dans un seul volume L'opera di Ignazio Silone, les autres essais sur Silone parus chez les Ed. Riminesi Associati en 1994, ainsi que la correspondance entre Luce d'Eramo et l'écrivain.